# لموین (نبراسکا)
لموین(به انگلیسی: Lemoyne) شهری در ایالت نبراسکا کشور ایالات متحده آمریکا است که جمعیت آن در سرشماری سال ۲۰۱۰ میلادی، ۸۲ نفر بوده‌است.